# Robert Kerber
Robert Kerber (* 21. Mai 1884 in Stettin; † 11. Mai 1977 in Wien) war ein österreichischer Beamter und Politiker der Ersten Republik.

## Leben
Der promovierte Jurist und Verwaltungsfachmann arbeitete nach seinem Studium zuerst im Innenministerium und wechselte dann zur Pensionsanstalt für Angestellte. Mit Errichtung des Ministeriums für soziale Fürsorge wurde er wieder in den Staatsdienst zurückberufen und wurde Ministerialrat im Bundesministerium für soziale Verwaltung. Als Fachmann wurde Kerber am 11. März 1933 in die Regierung Dollfuß I berufen und folgte dem zurückgetretenen Josef Resch als Bundesminister für soziale Verwaltung nach.
Er wurde Mitglied im neu gegründeten Beamten- und Angestelltenbund, der sich mit Gewerbeverbänden und dem Landbund in der Nationalständischen Front sammelte. Als deren Vertreter wurde Kerber am 21. September 1933 ins Kabinett Dollfuß II berufen. Von 23. September 1933 bis zum 10. Juli 1934 war er österreichischer Innenminister. Als solcher war er mit der sachlichen Leitung der Angelegenheiten der inneren Verwaltung und ab 1. Mai 1934 auch der administrativen Angelegenheiten des Bundesamts für Statistik betraut. Für Angelegenheiten des Sicherheitswesens war hingegen während seiner Amtszeit Bundesminister Richard Schmitz verantwortlich. Während der Amtszeit Kerbers kam es zum Österreichischen Bürgerkrieg und zur Errichtung des austrofaschistischen Ständestaats.
Kerber war Mitglied im Deutschen Klub und als Regierungsmitglied nahm er um die Jahreswende 1933/34 Kontakt mit der mittlerweile verbotenen NSDAP auf und versorgte sie ab diesem Zeitpunkt mit Informationen aus Regierungskreisen. Nach eigener Aussage trat er 1936 „unter Zwang“ der Vaterländischen Front bei, um seine frühere Beamtenposition wieder bekleiden zu können, auf einem Formular findet sich allerdings auch ein Beitrittsdatum bereits von 1935.